# La Toile Dalígram
La Toile Daligram (connue aussi sous le nom de Daligrammes) est une œuvre de Salvador Dalí.
Cette œuvre représente les initiales de Dalí et Gala, son épouse et muse, ainsi que des symboles qui font clairement allusion à la royauté comme la couronne et la fleur de lys.

## Historique
Salvador Dalí est un créateur au sens le plus large du terme qui, à l’instar des artistes de la Renaissance qu’il admirait tant, se projette bien au-delà du monde de la peinture. La projection de son génie se diversifie et devient polyédrique : peintre, écrivain, scénographe, dessinateur, illustrateur et même “designer”.
Dalí démontre un grand intérêt pour le monde du stylisme dans tous ses domaines : depuis le projet d’un fauteuil qui respire, jusqu’à la création de bijoux, de scénographies et de vêtements pour le théâtre, le ballet ou le cinéma, dessins des tapis, des cravates, des postes de télévision, des robes, de la céramique et des décors d’intérieurs comme le projet de sa maison à Port Lligat, le théâtre-musée Dalí ou le château de Púbol.
Dans le domaine concret du graphisme, Dalí fait un stylisme d’auteur, très personnel, insensible aux modes, toujours lié à son iconographie et qui évolue avec le reste de son œuvre, principalement la peinture. Il faut remarquer l’indépendance créative absolue de l’artiste, qui, volontairement s’éloigne des normes ainsi que des règles du marché, afin de jouir d’une liberté maximale autant dans l’expression comme dans l’interprétation, montrant toujours un grand intérêt pour la composition typographique. Dalí conçut des couvertures de revues, des affiches de films, des couvertures de livres, des romans écrits par lui-même, se servant de sources diverses comme celles de la mythologie, les découvertes scientifiques, la géologie ou la nature. Nous pouvons observer la typographie personnalisée des Fantastic Memories, 1945, de Maurice Sandoz ; les deux numéros de la publication Dali News; de 1945 et 1947, respectivement; l’affiche Dada-Surrealism and their Heritage, de 1968, dont l’écriture cherche la tridimensionnalité; et enfin, la calligraphie développée pour Traité de calligraphie catastrophéïforme, 1982, conçue à partir de la “théorie des catastrophes” du mathématicien René Thom.
C’est en 1970, année où Dalí offre à sa femme et muse Gala le château de Púbol, objet d’une promesse faite en 1930, qu’il crée un ensemble de graphies et de symboles, de grande beauté et expressivité artistique, exécuté à l’encre noire et dorée sur deux cartons. Cette création est connue sous le nom de Daligrammes et représente les initiales de Dalí et Gala ainsi que des symboles qui font clairement allusion à la royauté comme la couronne et la fleur de lys. Son trait est à la fois intense et sensuel, suggestif, délicat, énigmatique et rempli d’inspiration. Postérieurement, en guise de divertissement, Dalí colle les cartons sur un étui de la maison Louis Vuitton comme une sorte de clin d’œil à l’utilisation du monogramme en tant qu’élément de design d’une marque de luxe, l’élevant à la catégorie d’œuvre d’art.
La maison Lancel interprète des Daligrammes début 1970 en créant un sac unique de collection dédié à Gala, le Dali dont l'anse originale est une chaîne de vélo.
L’original de l’œuvre fait partie des archives de la Fondation Gala-Salvador Dalí, institution qui s’occupe de protéger les droits et le patrimoine de l’artiste.

## Source
- (es) Cet article est partiellement ou en totalité issu de l’article de Wikipédia en espagnol intitulé « La Toile Daligram » (voir la liste des auteurs).